# Пътят на кинжала
„Пътят на кинжала“ (на английски: The Path of Daggers) е осмата част от фентъзи поредицата „Колелото на времето“ от американския писател Робърт Джордан. Издадена е от Tor Books на 20 октомври 1998 г. Книгата е най-късата част от поредицата, състои се от пролог и 31 глави.
Заглавието е препратка към сеанчанска поговорка: „По висините всички пътища са постлани с кинжали“.

## Сюжет
Елейн, Нинив, Авиенда и сбраните от тях преливащи жени използват Купата на ветровете, за да върнат климата към нормалния му ход. След това успяват да избягат на сеанчанците, Пътувайки до Андор, където Елейн предявява претенциите си към Лъвския трон.
Перин Айбара е в Геалдан със задачата да обуздае Масема Дагар, самозвания Пророк на Дракона. На края на книгата жената на Перин, Файле, е отвлечена от вилнеещите из страната Шайдо.
Егвийн ал-Вийр, Амирлин на бунтовничките Айез Седай, най-накрая успява да изземе контрола над армията от Съвета и те се подготвят да Пътуват към Тар Валон и да обсадят Бялата кула.
Ранд ал-Тор, Аша'ман и иллианската армия се опитват да спрат сеанчанското нашествие в Алтара. Макар първите кампании да са успешни, нещата по-късно се объркват, когато Ранд използва Каландор в опит да унищожи вражеските сили – поради изтощението след нараняването си и поради странната вибрация на двете половини на Силата в околността (пряко следствие от използването на Купата на Ветровете) той губи контрол над ша'ангреала и нанася щети и на своята армия. Завръщайки се в Кайриен, Ранд е нападнат от предателя Аша'ман Корлан Дашива, който се опитва, но не успява да го убие.
Мат Каутон отсъства от книгата заради наранявания, които е получил в края на предишния том. Същият похват е използван от Джордан и в книга 5, „Небесният огън“, с Перин Айбара.